# پونتیاک ۶۰۰۰
پونتیاک ۶۰۰۰ (Pontiac ۶۰۰۰) خودرویی است که در سال‌های ۱۹۸۲ تا ۱۹۹۱در اکلاهوما سیتی، ایالات متحده آمریکا، اوشاوا، کانادا و ایالات متحده آمریکا تولید شده‌است.
این خودرو در کلاس خودرو سایز متوسط قرار گرفته، طراحی آن موتور جلو، خودرو محور جلو و خودرو چهار چرخ محرک بوده است. سیستم جعبه‌دندهٔ آن ۵ دنده به دو صورت خودکار و دستی است.